# Larnagol
Larnagol est une commune française, située dans le sud du département du Lot en région Occitanie.
Elle est également dans le causse de Cajarc, le plus petit des quatre causses du Quercy, enserré dans les méandres du Lot et du Célé.
Exposée à un climat océanique altéré, elle est drainée par le Lot, le ruisseau de Verboul et par divers autres petits cours d'eau. Incluse dans le parc naturel régional des Causses du Quercy, qui a depuis 2017 le label de géoparc mondial Unesco, la commune possède un patrimoine naturel remarquable :  un espace protégé (la réserve naturelle nationale d'intérêt géologique du département du Lot) et quatre zones naturelles d'intérêt écologique, faunistique et floristique.
Larnagol est une commune rurale qui compte 136 habitants en 2022, après avoir connu un pic de population de 874 habitants en 1806.  Ses habitants sont appelés les Larnagolois ou  Larnagoloises.

## Géographie
Commune située dans le Quercy sur le Lot et sur l'ancienne route nationale 662 entre Saint-Martin-Labouval et Cajarc.

### Communes limitrophes
Les communes limitrophes sont  Cajarc, Calvignac, Marcilhac-sur-Célé, Saint-Chels, Saint-Martin-Labouval et Sauliac-sur-Célé.
| Sauliac-sur-Célé      | Marcilhac-sur-Célé | Saint-Chels |
| Saint-Martin-Labouval | Larnagol           | Cajarc      |
|                       | Calvignac          |             |

### Climat
Pour des articles plus généraux, voir Climat de l'Occitanie et Climat du Lot.
En 2010, le climat de la commune est de type climat océanique dégradé des plaines du Centre et du Nord, selon une étude s'appuyant sur une série de données couvrant la période 1971-2000. En 2020, Météo-France publie une typologie des climats de la France métropolitaine dans laquelle la commune est exposée à un climat océanique altéré et est dans la région climatique Ouest et nord-ouest du Massif Central, caractérisée par une pluviométrie annuelle de 900 à 1 500 mm, maximale en automne et en hiver.
Pour la période 1971-2000, la température annuelle moyenne est de 12,8 °C, avec une amplitude thermique annuelle de 15,9 °C. Le cumul annuel moyen de précipitations est de 893 mm, avec 10,7 jours de précipitations en janvier et 6,3 jours en juillet. Pour la période 1991-2020, la température moyenne annuelle observée sur la station météorologique la plus proche, située sur la commune de Faycelles à 19 km à vol d'oiseau, est de 13,1 °C et le cumul annuel moyen de précipitations est de 806,2 mm,. Pour l'avenir, les paramètres climatiques de la commune estimés pour 2050 selon différents scénarios d’émission de gaz à effet de serre sont consultables sur un site dédié publié par Météo-France en novembre 2022.

### Milieux naturels et biodiversité

#### Espaces protégés
La protection réglementaire est le mode d’intervention le plus fort pour préserver des espaces naturels remarquables et leur biodiversité associée,.
La commune fait partie du parc naturel régional des Causses du Quercy, un espace protégé créé en 1999 et d'une superficie de 183 039 ha, qui s'étend sur 102 communes du département du Lot. La cohérence du territoire du Parc s’est fondée sur l’unité géologique d’un même socle de massif karstique, entaillé de profondes vallées. Le périmètre repose sur une unité de paysages autour de la pierre et du bâti (souvent en pierre sèche), de l’empreinte des pelouses sèches et du pastoralisme et de l’omniprésence des patrimoines naturels et culturels,. Ce parc a été classé Géoparc en mai 2017 sous la dénomination « géoparc des causses du Quercy », faisant dès lors partie du réseau mondial des Géoparcs, soutenu par l’UNESCO,.
Un  autre espace protégé est présent sur la commune : 
la réserve naturelle nationale d'intérêt géologique du département du Lot, classée en 2015 et d'une superficie de 800 ha, composée de 59 sites d'intérêts géomorphologique, minéralogique, tectonique et paléontologique remarquables,.

#### Zones naturelles d'intérêt écologique, faunistique et floristique
L’inventaire des zones naturelles d'intérêt écologique, faunistique et floristique (ZNIEFF) a pour objectif de réaliser une couverture des zones les plus intéressantes sur le plan écologique, essentiellement dans la perspective d’améliorer la connaissance du patrimoine naturel national et de fournir aux différents décideurs un outil d’aide à la prise en compte de l’environnement dans l’aménagement du territoire.
Trois ZNIEFF de type 1 sont recensées sur la commune :
- les « bois et prairies du vallon du Verboul et des combes tributaires » (841 ha), couvrant 4 communes du département[18] ;
- le « cours moyen du Lot » (1 543 ha), couvrant 33 communes dont huit dans l'Aveyron et 25 dans le Lot[19],
- les « pelouses landes et bois de la combe Bédis, du pech Ladret et du bois Commun » (843 ha), couvrant 4 communes du département[20] ;

et une ZNIEFF de type 2, : 
la « Moyenne vallée du Lot » (7 893 ha), couvrant 36 communes dont huit dans l'Aveyron et 28 dans le Lot.

Carte des ZNIEFF de type 1 et 2 à Larnagol.
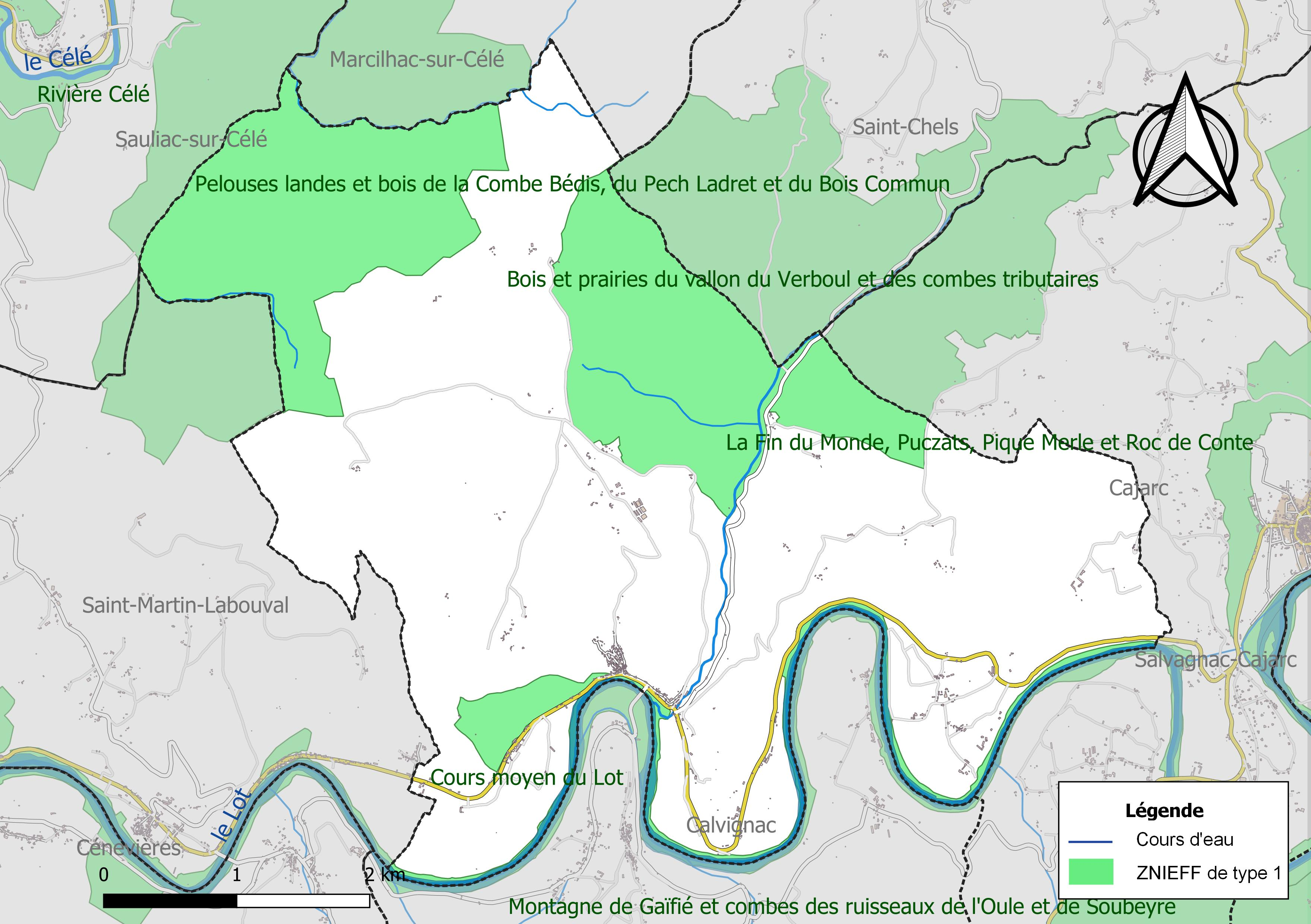
Carte des ZNIEFF de type 1 sur la commune.
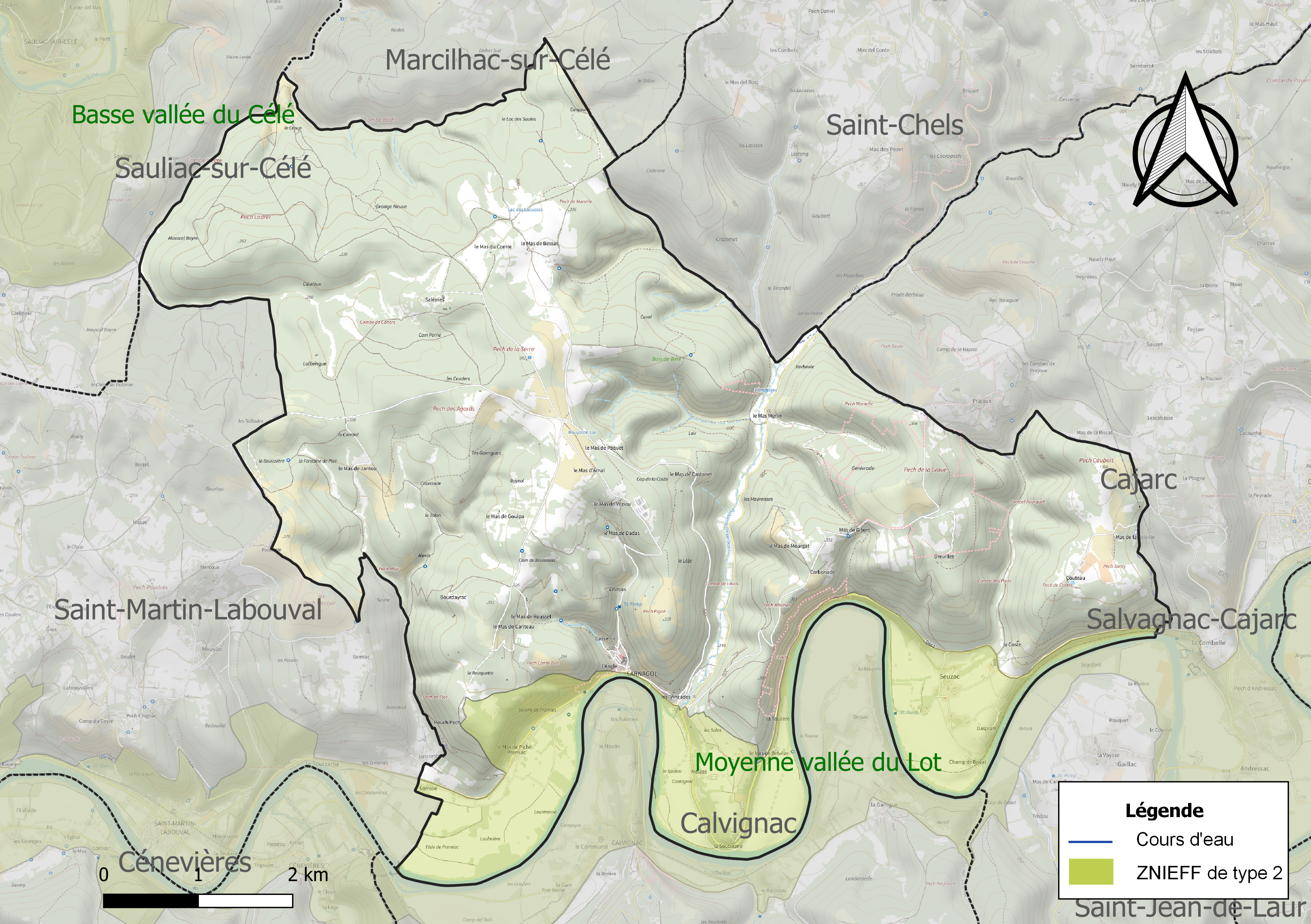
Carte de la ZNIEFF de type 2 sur la commune.

## Urbanisme

### Typologie
Au 1er janvier 2024, Larnagol est catégorisée commune rurale à habitat très dispersé, selon la nouvelle grille communale de densité à sept niveaux définie par l'Insee en 2022.
Elle est située hors unité urbaine et hors attraction des villes,.

### Occupation des sols
L'occupation des sols de la commune, telle qu'elle ressort de la base de données européenne d’occupation biophysique des sols Corine Land Cover (CLC), est marquée par l'importance des forêts et milieux semi-naturels (73,3 % en 2018), en augmentation par rapport à 1990 (70,3 %). La répartition détaillée en 2018 est la suivante : 
forêts (63,3 %), prairies (13,6 %), milieux à végétation arbustive et/ou herbacée (10 %), zones agricoles hétérogènes (8,6 %), eaux continentales (2,5 %), terres arables (2 %). L'évolution de l’occupation des sols de la commune et de ses infrastructures peut être observée sur les différentes représentations cartographiques du territoire : la carte de Cassini (XVIIIe siècle), la carte d'état-major (1820-1866) et les cartes ou photos aériennes de l'IGN pour la période actuelle (1950 à aujourd'hui).

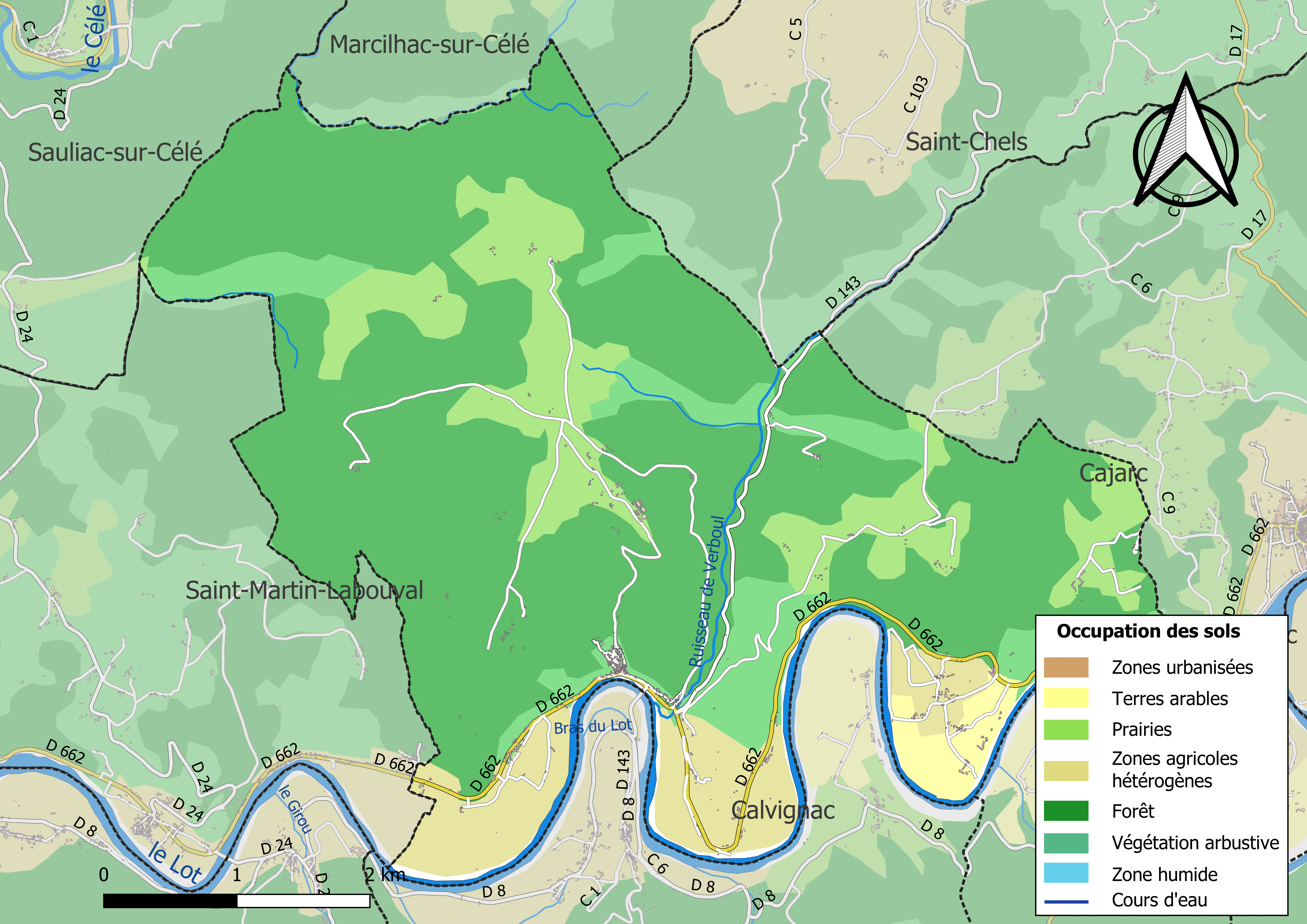
Carte des infrastructures et de l'occupation des sols de la commune en 2018 (CLC).

### Risques majeurs
Le territoire de la commune de Larnagol est vulnérable à différents aléas naturels : météorologiques (tempête, orage, neige, grand froid, canicule ou sécheresse), inondations, feux de forêts, mouvements de terrains et séisme (sismicité très faible). Il est également exposé à un risque technologique, la rupture d'un barrage. Un site publié par le BRGM permet d'évaluer simplement et rapidement les risques d'un bien localisé soit par son adresse soit par le numéro de sa parcelle.

#### Risques naturels
Certaines parties du territoire communal sont susceptibles d’être affectées par le risque d’inondation par débordement de cours d'eau, notamment le Lot. La cartographie des zones inondables en ex-Midi-Pyrénées réalisée dans le cadre du XIe Contrat de plan État-région, visant à informer les citoyens et les décideurs sur le risque d’inondation, est accessible sur le site de la DREAL Occitanie. La commune a été reconnue en état de catastrophe naturelle au titre des dommages causés par les inondations et coulées de boue survenues en 1982, 1999, 2003 et 2011,.
Larnagol est exposée au risque de feu de forêt du fait de la présence sur son territoire du massif de la Moyenne vallée du Lot. Un plan départemental de protection des forêts contre les incendies a été approuvé par arrêté préfectoral le 30 novembre 2015 pour la période 2015-2025. Les propriétaires doivent ainsi couper les broussailles, les arbustes et les branches basses sur une profondeur de 50 mètres, aux abords des constructions, chantiers, travaux et installations de toute nature, situées à moins de 200 mètres de terrains en nature
de bois, forêts, plantations, reboisements, landes ou friches. Le brûlage des déchets issus de l’entretien des parcs et jardins des ménages et des collectivités est interdit. L’écobuage est également interdit, ainsi que les feux de type méchouis et barbecues, à l’exception de ceux prévus dans des installations fixes (non situées sous couvert d'arbres) constituant une dépendance d'habitation.

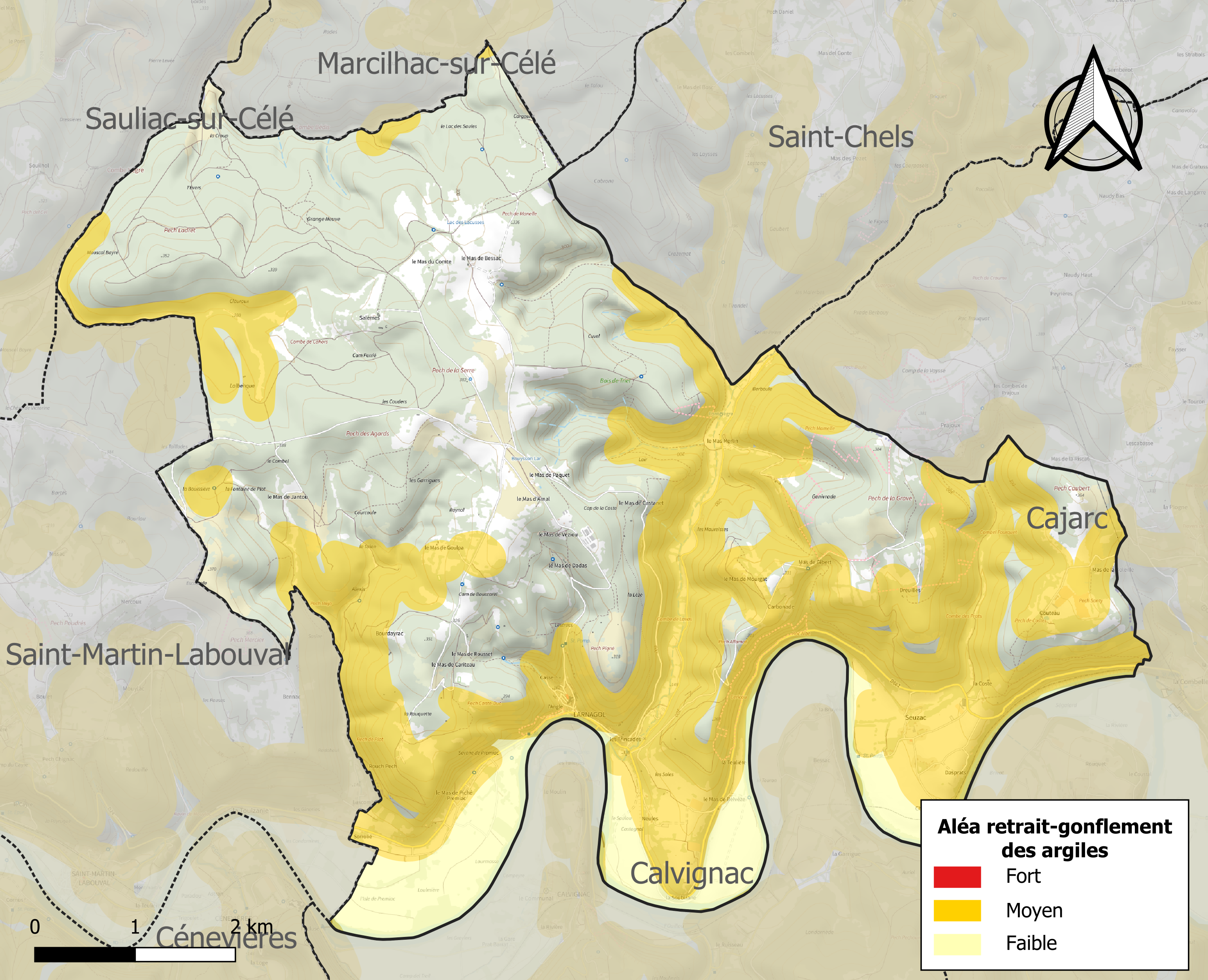
Carte des zones d'aléa retrait-gonflement des sols argileux de Larnagol.

Les mouvements de terrains susceptibles de se produire sur la commune sont des affaissements et effondrements liés aux cavités souterraines (hors mines), des éboulements, chutes de pierres et de blocs, des glissements de terrain et des tassements différentiels. Par ailleurs, afin de mieux appréhender le risque d’affaissement de terrain, l'inventaire national des cavités souterraines permet de localiser celles situées sur la commune.
Le retrait-gonflement des sols argileux est susceptible d'engendrer des dommages importants aux bâtiments en cas d’alternance de périodes de sécheresse et de pluie. 40,8 % de la superficie communale est en aléa moyen ou fort (67,7 % au niveau départemental et 48,5 % au niveau national). Sur les 198 bâtiments dénombrés sur la commune en 2019, 164 sont en aléa moyen ou fort, soit 83 %, à comparer aux 72 % au niveau départemental et 54 % au niveau national. Une cartographie de l'exposition du territoire national au retrait gonflement des sols argileux est disponible sur le site du BRGM,.
Par ailleurs, afin de mieux appréhender le risque d’affaissement de terrain, l'inventaire national des cavités souterraines permet de localiser celles situées sur la commune.
Concernant les mouvements de terrains, la commune a été reconnue en état de catastrophe naturelle au titre des dommages causés par des mouvements de terrain en 1999.

#### Risques technologiques
La commune est en outre située en aval des barrages de Grandval et de Sarrans, des ouvrages de classe A disposant d'une retenue de respectivement 270,6 millions et 296 millions de mètres cubes,. À ce titre elle est susceptible d’être touchée par l’onde de submersion consécutive à la rupture d'un de ces ouvrages.

## Toponymie
Selon Gaston Bazalgues, le nom Larnagol aurait une origine germanique et serait une forme contractée formée de arn (aigle) et de hard (fort, dur). Une origine à partir de Larnac serait aussi possible.

## Politique et administration
| Période | Période  | Identité                    | Étiquette | Qualité |
| ------- | -------- | --------------------------- | --------- | ------- |
| 1791    | 1797     | Hoste Jean Bessac           |           |         |
| 1797    | 1800     | Jean Gimbergues             |           |         |
| 1800    | 1816     | Jacques Louis Vinel         |           |         |
| 1816    | 1829     | Pierre Joseph Vinel         |           |         |
| 1829    | 1835     | Jean Laubard                |           |         |
| 1835    | 1870     | Auguste Vinel               |           |         |
| 1870    | 1871     | Gustave Vinel               |           |         |
| 1871    | 1874     | Jacques Calmettes           |           |         |
| 1874    | 1878     | Henri Saint Chamarand (de)  |           |         |
| 1878    | 1881     | Jean Delluc                 |           |         |
| 1881    | 1884     | Jean Auguste Desplat        |           |         |
| 1884    | 1920     | Gustave Jean Baptiste Vinel |           |         |
| 1920    | 1928     | Ludovic Vinel               |           |         |
| 1928    | 1959     | Albert Toulza               |           |         |
| 1959    | 1983     | Wilfrid Ortalo Magne        |           |         |
| 1983    | 2001     | Raymond Theil               |           |         |
| 2001    | 2007     | Pierre Cassoulet            |           |         |
| 2008    | En cours | André Ortalo-Magne          |           |         |

## Démographie
L'évolution du nombre d'habitants est connue à travers les recensements de la population effectués dans la commune depuis 1793. Pour les communes de moins de 10 000 habitants, une enquête de recensement portant sur toute la population est réalisée tous les cinq ans, les populations de référence des années intermédiaires étant quant à elles estimées par interpolation ou extrapolation. Pour la commune, le premier recensement exhaustif entrant dans le cadre du nouveau dispositif a été réalisé en 2008.

En 2022, la commune comptait 136 habitants, en évolution de +0,74 % par rapport à 2016 (Lot : +1,31 %, France hors Mayotte : +2,11 %).
| 1793 | 1800 | 1806 | 1821 | 1831 | 1836 | 1841 | 1846 | 1851 |
| ---- | ---- | ---- | ---- | ---- | ---- | ---- | ---- | ---- |
| 781  | 774  | 874  | 795  | 656  | 774  | 750  | 776  | 784  |

| 1856 | 1861 | 1866 | 1872 | 1876 | 1881 | 1886 | 1891 | 1896 |
| ---- | ---- | ---- | ---- | ---- | ---- | ---- | ---- | ---- |
| 780  | 783  | 784  | 784  | 791  | 751  | 738  | 683  | 616  |

| 1901 | 1906 | 1911 | 1921 | 1926 | 1931 | 1936 | 1946 | 1954 |
| ---- | ---- | ---- | ---- | ---- | ---- | ---- | ---- | ---- |
| 569  | 535  | 508  | 402  | 402  | 348  | 322  | 274  | 211  |

| 1962 | 1968 | 1975 | 1982 | 1990 | 1999 | 2006 | 2008 | 2013 |
| ---- | ---- | ---- | ---- | ---- | ---- | ---- | ---- | ---- |
| 207  | 182  | 169  | 177  | 159  | 157  | 138  | 133  | 135  |

| 2018 | 2022 | - | - | - | - | - | - | - |
| ---- | ---- | - | - | - | - | - | - | - |
| 139  | 136  | - | - | - | - | - | - | - |

## Économie

### Emploi
|                | 2008  | 2013  | 2018   |
| -------------- | ----- | ----- | ------ |
| Commune        | 3,7 % | 9 %   | 12,7 % |
| Département    | 7,3 % | 8,9 % | 9,6 %  |
| France entière | 8,3 % | 10 %  | 10 %   |

En 2018, la population âgée de 15 à 64 ans s'élève à 63 personnes, parmi lesquelles on compte 79,4 % d'actifs (66,7 % ayant un emploi et 12,7 % de chômeurs) et 20,6 % d'inactifs,. En  2018, le taux de chômage communal (au sens du recensement) des 15-64 ans est supérieur à celui du département et de la France, alors qu'en 2008 la situation était inverse.
La commune est hors attraction des villes,. Elle compte 40 emplois en 2018, contre 43 en 2013 et 31 en 2008. Le nombre d'actifs ayant un emploi résidant dans la commune est de 50, soit un indicateur de concentration d'emploi de 80,1 % et un taux d'activité parmi les 15 ans ou plus de 44,6 %.
Sur ces 50 actifs de 15 ans ou plus ayant un emploi, 35 travaillent dans la commune, soit 70 % des habitants. Pour se rendre au travail, 48 % des habitants utilisent un véhicule personnel ou de fonction à quatre roues, 2 % les transports en commun, 16 % s'y rendent en deux-roues, à vélo ou à pied et 34 % n'ont pas besoin de transport (travail au domicile).

### Activités hors agriculture
11 établissements sont implantés  à Larnagol au 31 décembre 2019.
Le secteur du commerce de gros et de détail, des transports, de l'hébergement et de la restauration est prépondérant sur la commune puisqu'il représente 63,6 % du nombre total d'établissements de la commune (7 sur les 11 entreprises implantées  à Larnagol), contre 29,9 % au niveau départemental.

### Agriculture
La commune est dans la vallée du Lot », une petite région agricole s'étendant d'est en ouest et de part et d'autre du cours du Lot, particulièrement réputée pour ses vignes, celles du vignoble de Cahors plus précisément. En 2020, l'orientation technico-économique de l'agriculture  sur la commune est l'élevage d'équidés et/ou d' autres herbivores.
|               | 1988 | 2000 | 2010  | 2020 |
| ------------- | ---- | ---- | ----- | ---- |
| Exploitations | 25   | 11   | 13    | 10   |
| SAU (ha)      | 393  | 465  | 1 110 | 708  |

Le nombre d'exploitations agricoles en activité et ayant leur siège dans la commune est passé de 25 lors du recensement agricole de 1988  à 11 en 2000 puis à 13 en 2010 et enfin à 10 en 2020, soit une baisse de 60 % en 32 ans. Le même mouvement est observé à l'échelle du département qui a perdu pendant cette période 60 % de ses exploitations,. La surface agricole utilisée sur la commune est restée relativement stable, passant de 393 ha en 1988 à 708 ha en 2020. Parallèlement la surface agricole utilisée moyenne par exploitation a augmenté, passant de 16 à 71 ha.

## Culture locale et patrimoine

### Lieux et monuments
- Église Saint-Pierre-ès-Liens de Larnagol. L'édifice est référencé dans la base Mérimée et à l'Inventaire général Région Occitanie[45].
- Église Saint-Julien de Seuzac. L'édifice est référencé dans la base Mérimée et à l'Inventaire général Région Occitanie[46].
- Église Saint-Pierre de Neules.
- Ancienne église de Seuzac. L'édifice est référencé dans la base Mérimée et à l'Inventaire général Région Occitanie[47].

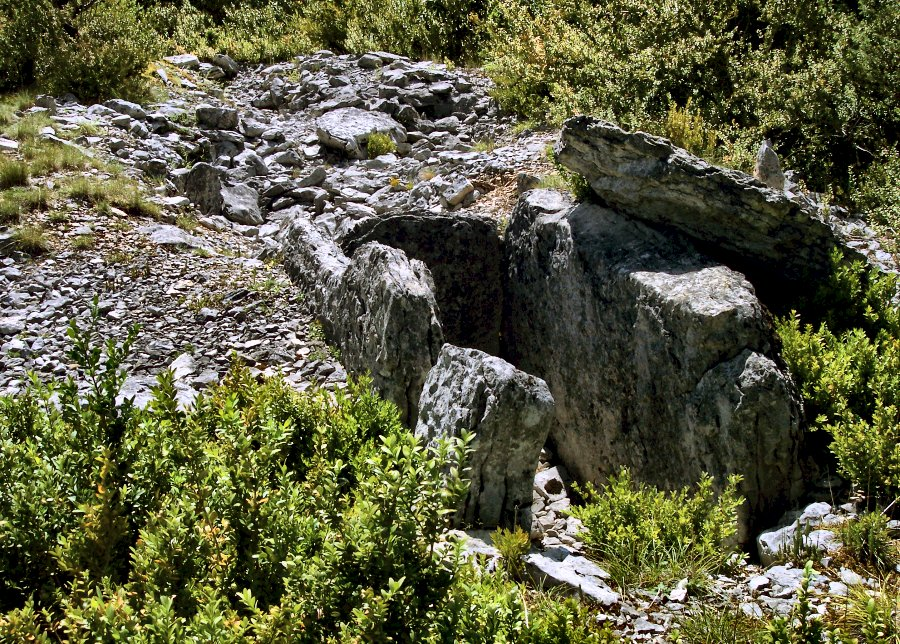
la Peyro lebado

Les plus anciens vestiges du château de Larnagol datent du XIIIe siècle et sont classés au titre des monuments historiques mais l'état actuel correspond à une reconstruction complétée d'une importante opération de décoration effectuée au XVIIIe siècle, ce qui lui a valu un  second classement. Acquis au XXe siècle par le ferronnier d'art Raymond Subes.

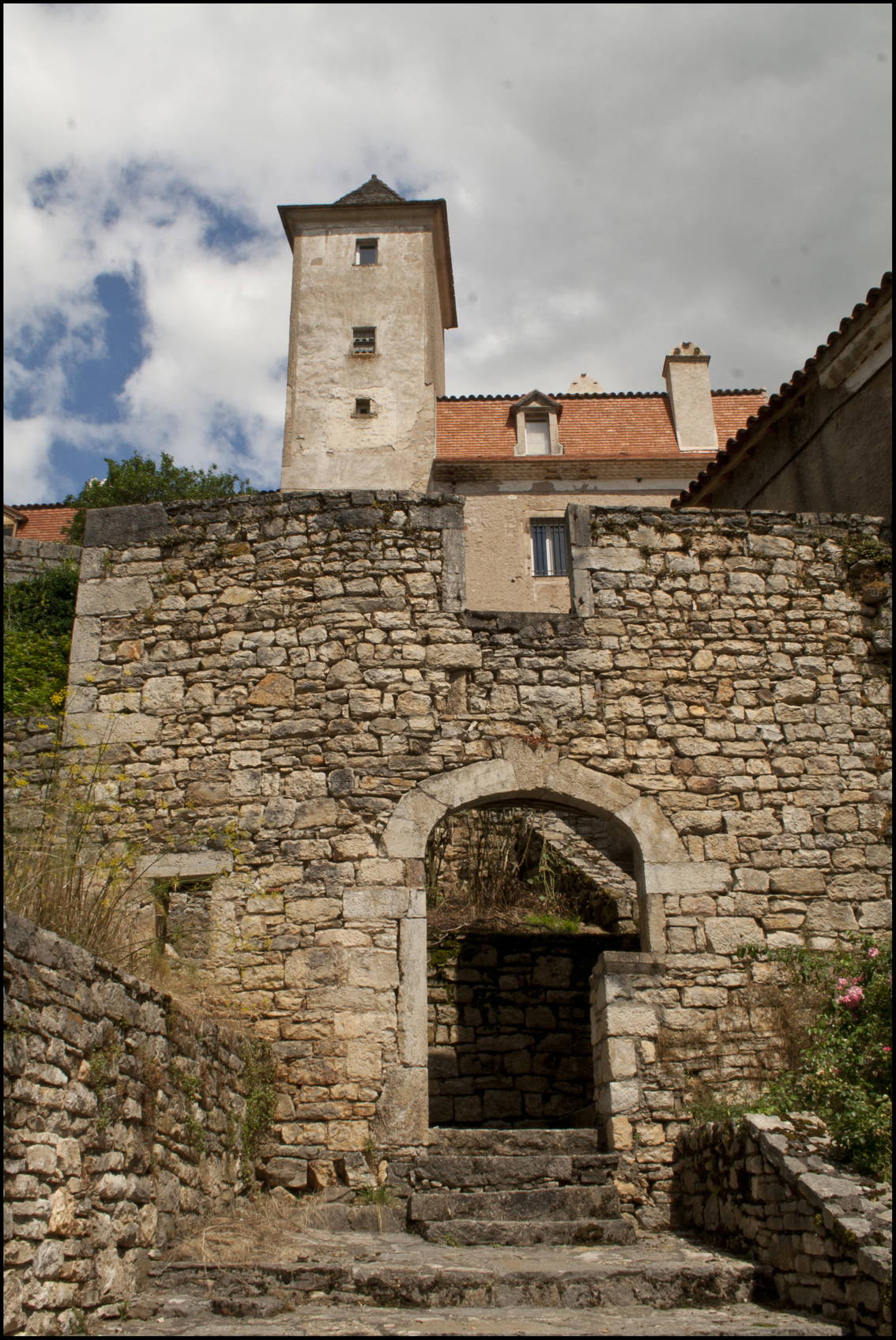
château de Larnagol

Les Dolmens de Mas-de-Jantou, site qui regroupe deux dolmens : le dolmen no 1 et le dolmen no 2 respectivement appelé autrefois la Peyro lebado et la Peyro cotado. Le dolmen no 1 est inséré dans un tumulus long de 24 mètres à son extrémité est. La table est cassée mais les deux orthostates sont encore en place. Le dolmen no 2 a été classé.
Le cimetière de Seuzac, où sont enterrés Françoise Sagan, Robert Westhoff et Peggy Roche.

### Personnalités liées à la commune
- Françoise Sagan et Peggy Roche y sont inhumées.
- Jean-Pierre Otte, écrivain et peintre belge y vit depuis les années 1980.
- Coyote y est inhumé.

## Héraldique
| Blason | Blasonnement : Écartelé: aux 1er et 4e d'or à trois bandes de gueules, aux 2e et 3e cinq points d'argent équipollés à quatre points de gueules. |